# 1816 у літературі

## Видання
- Кубла-хан

## Народилися
- Олександр Афанасьєв-Чужбинський — український письменник, етнограф, історик, мовознавець.
- 21 квітня: Шарлотта Бронте (1816—1855) — англійська письменниця.

## Померли
- 25 червня: Г'ю Генрі Брекенрідж (англ. Hugh Henry Brackenridge; 1748–1816) — американський письменник, правник, відіграв значну роль у розвитку американського реалістичного роману.